# ИнфоТеКС
ИнфоТеКС (Информационные Технологии и Коммуникационные Системы) — российский разработчик программно-аппаратных VPN-решений и средств криптографической защиты информации. 

## История
Компания основана 6 сентября 1991 года группой специалистов по информационной безопасности во главе с Андреем Чапчаевым. ИнфоТеКС входит в пятерку крупнейших компаний России в сфере защиты информации (согласно рейтингу CNews «Крупнейшие компании России в сфере защиты информации 2019»). Компания также занимает вторую строчку в рейтинге CNews «Крупнейшие вендоры России в сфере защиты информации 2019».
ИнфоТеКС является разработчиком первого в России «квантового» телефона ViPNet QSS Phone. Продукт разработан в сотрудничестве с Центром компетенций НТИ, созданного на базе МГУ им. М. В. Ломоносова. Конфиденциальность переговоров по «квантовому» телефону основана на стойком симметричном шифровании сетевого трафика между абонентами с использованием протокола квантового распределения ключей. Одним из преимуществ телефона является возможность шифровать голосовой трафик и текстовые сообщения пользователей на ключах, не известных даже администратору сети.

### Инцидент со взломом базы данных официального сайта
20 мая 2023 года в открытый доступ попал SQL-дамп из CMS Bitrix с частичной базой данных зарегистрированных пользователей сайта infotecs.ru, принадлежащего российской ИБ-компании «ИнфоТеКС».
Эксперты сервиса разведки утечек данных и мониторинга даркнета DLBI пояснили, что в опубликованном файле размером около 9 МБ содержится 60 911 строк с данными пользователей, включая:
- логин в системе;
- имя/фамилия;
- адрес электронной почты (3093 адресов в домене infotecs.ru);
- номер телефона (не для всех строк, 7 614 номеров);
- хешированный пароль;
- место работы, должность (не для все);
- дата регистрации и последней активности (с 24.03.2010 по 24.04.2023).

После публикации информации об утечке сайт компании перестал работать.  2 июня были опубликованы результаты расследования: Как выяснилось, утечке были подвержены данные, предназначенные для нового сайта. По утверждению ИнфоТеКС, утечка данных произошла по вине третьих лиц из компании подрядчика. 15 июня личный кабинет пользователей на оф.сайте был восстановлен.

## Санкции
В сентябре 2018 года ИнфоТеКС попал под экспортные санкционные ограничения США «за агрессию в киберпространстве». В декабре 2023 года, из-за российского вторжения на Украину, ИнфоТеКС включён в санкционный список всех стран Евросоюза и Швейцарии как организация «работающая в российском секторе информационных технологий и имеющая лицензию, выданную Центром ФСБ по лицензированию, сертификации и защите государственной тайны».